# Ozarba variegata
Ozarba variegata là một loài bướm đêm trong họ Noctuidae.